# Lijst van Franse ministers van Defensie
Het ambt van minister van Defensie van Frankrijk kent een lange geschiedenis. Vanaf 1589 was de staatssecretaris van Oorlog een van de vier gespecialiseerde staatssecretariaten. In 1791 werd het ambt van minister van Defensie tijdens de Franse Revolutie ingesteld. Samen met de andere ministeriële posities werd het in 1794 tijdelijk afgeschaft.
Na de Tweede Wereldoorlog werd het ministerie van Oorlog samengevoegd met het ministerie van Marine met een gezamenlijke minister van Nationale Defensie, vanaf 1974 gewoon minister van Defensie, die de Krijgsmacht van Frankrijk, het gehele militaire apparaat, aanstuurde.
In 2017 werd de titel van de ambtsbekleder veranderd tot minister van de Strijdkrachten. Sinds 20 mei 2022 is Sébastien Lecornu minister van de Strijdkrachten in de regering-Borne.

## Ministers van Defensie (tot 1959)
| Minister                                                                 | Begin ambtstermijn             | Einde ambtstermijn             |
| Staatssecretarissen van Oorlog                                           | Staatssecretarissen van Oorlog | Staatssecretarissen van Oorlog |
| ------------------------------------------------------------------------ | ------------------------------ | ------------------------------ |
| Michel le Tellier                                                        | 1643                           | 1666                           |
| François Michel le Tellier, markies van Louvois                          | 1666                           | 16 juli 1691                   |
| Louis-François le Tellier de Louvois, markies van Barbezieux             | 16 juli 1691                   | 5 januari 1701                 |
| Michel Chamillart                                                        | 5 januari 1701                 | 9 juni 1709                    |
| Daniel Voysin de la Noiraye                                              | 9 juni 1709                    | 14 september 1715              |
| Claude Louis Hector de Villars                                           | 1 oktober 1715                 | 24 september 1718              |
| Claude le Blanc                                                          | 24 september 1718              | 1 juli 1723                    |
| François Victor le Tonnelier de Breteuil                                 | 1 juli 1723                    | 19 juni 1726                   |
| Claude le Blanc                                                          | 19 juni 1726                   | juli 1728                      |
| Nicolas Prosper Bauyn d'Angervilliers                                    | juli 1728                      | februari 1740                  |
| François Victor le Tonnelier de Breteuil                                 | februari 1740                  | 7 januari 1743                 |
| Marc Pierre de Voyer de Paulmy, graaf van Argenson                       | 7 januari 1743                 | 1 februari 1757                |
| Marc-René de Voyer, markies van Paulmy en Argenson                       | 1 februari 1757                | 3 maart 1758                   |
| Charles Louis Auguste Fouguet, hertog van Belle Isle                     | 3 maart 1758                   | 27 januari 1761                |
| Étienne François hertog van Choiseul                                     | 27 januari 1761                | 24 december 1770               |
| Luis François markies van Monteynard                                     | 26 januari 1771                | 27 januari 1774                |
| Emmanuel Armand de Vignerot du Plessis de Richelieu, hertog van Aiguilon | 27 januari 1774                | 2 juni 1774                    |
| Louis Nicolas Victor de Félix d'Ollières, graaf van Muy                  | 5 juni 1774                    | 10 oktober 1775                |
| Claude Louis graaf van Saint-Germain                                     | 27 oktober 1775                | 27 september 1777              |
| Alexandre Marie Léonor de Saint-Mauris de Montbarrey                     | 27 september 1777              | 19 december 1780               |
| Philippe Henri markies van Ségur                                         | 23 december 1780               | 29 augustus 1787               |
| Louis Charles-Auguste le Tonnelier, baron van Breteuil                   | 29 augustus 1787               | 23 september 1787              |
| Athanase Louis Marie de Loménie, graaf van Brienne                       | 23 september 1787              | 30 november 1788               |
| Louis Pierre de Chastenet, graaf van Puységur                            | 30 november 1788               | 13 juli 1789                   |
| Victor François, hertog van Broglie                                      | 13 juli 1789                   | 16 juli 1789                   |
| Jean-Frédéric de la Tour du Pin-Gouvernet                                | 4 augustus 1789                | 16 november 1790               |
| Louis le Bègue du Presle Duportail                                       | 16 november 1790               | 7 december 1791                |
| Ministers van Oorlog                                                     |                                |                                |
| Louis graaf van Narbonne-Lara                                            | 7 december 1791                | 9 maart 1792                   |
| Pierre Marie de Grave                                                    | 9 maart 1792                   | 9 mei 1792                     |
| Joseph Marie Servan de Gerbey                                            | 9 mei 1792                     | 13 juni 1792                   |
| Charles Dumouriez                                                        | 13 juni 1792                   | 18 juni 1792                   |
| Pierre August Lajard                                                     | 18 juni 1792                   | 23 juli 1792                   |
| Charles Xavier Joseph Franqueville d'Abancourt                           | 23 juli 1792                   | 10 augustus 1792               |
| Joseph Marie Servan de Gerbey                                            | 10 augustus 1792               | 3 oktober 1792                 |
| Pierre Henri Hélène Marie Lebrun-Tondu                                   | 3 oktober 1792                 | 18 oktober 1792                |
| Jean-Nicolas Pache                                                       | 18 oktober 1792                | 4 februari 1793                |
| Pierre Riel markies van Beurnonville                                     | 4 februari 1793                | 1 april 1793                   |
| Pierre Henri Hélène Marie Lebrun-Tondu                                   | 1 april 1793                   | 4 april 1793                   |
| Jean Baptiste Noël Bouchotte                                             | 4 april 1793                   | 20 april 1794                  |
| geen                                                                     | 20 april 1794                  | 3 november 1795                |
| Jean-Baptise Aubert-Dubayet                                              | 3 november 1795                | 8 februari 1796                |
| Claude Louis Petiet                                                      | 8 februari 1796                | 15 juli 1797                   |
| Lazare Hoche                                                             | 15 juli 1797                   | 22 juli 1797                   |
| Barthélemy Louis Jeseph Scherer                                          | 22 juli 1797                   | 21 februari 1799               |
| Louis Marie de Milet de Mureau                                           | 21 februari 1799               | 2 juli 1799                    |
| Jean-Baptise Bernadotte                                                  | 2 juli 1799                    | 14 september 1799              |
| Edmond Louis Alexis Dubois-Crancé                                        | 14 september 1799              | 10 november 1799               |
| Louis Alexandre Berthier, prins van Neuchâtel                            | 11 november 1799               | 2 april 1800                   |
| Lazare Nicolas Marguerite graaf van Carnot                               | 2 april 1800                   | 8 oktober 1800                 |
| Louis Alexandre Berthier, prins van Neuchâtel                            | 8 oktober 1800                 | 19 augustus 1807               |
| Henri Clarke, hertog van Feltre                                          | 19 augustus 1807               | 1 april 1814                   |
| Pierre-Antoine, graaf van Dupont de l'Étang                              | 3 april 1814                   | 3 december 1814                |
| Nicolas Jean de Dieu Soult, hertog van Dalmatië                          | 3 december 1814                | 11 maart 1815                  |
| Henri Clarke, hertog van Feltre                                          | 11 maart 1815                  | 20 maart 1815                  |
| Louis Nicolas Davout, hertog van Auerstadt                               | 20 maart 1815                  | 7 juli 1815                    |
| Laurent markies van Gouvion Saint-Cyr                                    | 7 juli 1815                    | 26 september 1815              |
| Henri Clarke, hertog van Feltre                                          | 26 september 1815              | 12 september 1817              |
| Laurent markies van Gouvion Saint-Cyr                                    | 12 september 1817              | 19 november 1819               |
| Marie Victor Nicolas de Fay, markies van La Tour-Maubourg                | 19 november 1819               | 14 december 1821               |
| Claude Victor-Perrin, hertog van Bellune                                 | 14 december 1821               | 23 maart 1823                  |
| Alexandre burggraaf van Digeon                                           | 23 maart 1823                  | 15 april 1823                  |
| Claude Victor-Perrin, hertog van Bellune                                 | 15 april 1823                  | 19 oktober 1823                |
| Ange Hyachinthe Maxence baron van Damas                                  | 19 oktober 1823                | 4 augustus 1824                |
| Aimé hertog van Clermont-Tonnere                                         | 4 augustus 1824                | 4 januari 1828                 |
| Louis Victor de Blacquetot de Caux                                       | 4 januari 1828                 | 8 augustus 1829                |
| Louis-Auguste Victor hertog van Ghaisnes en Bourmont                     | 8 augustus 1829                | 31 juli 1830                   |
| Étiene Maurice graaf van Gérard                                          | 31 juli 1830                   | 17 november 1830               |
| Nicolas Jean de Dieu Soult, hertog van Dalmatië                          | 17 november 1830               | 18 juli 1834                   |
| Étiene Maurice graaf van Gérard                                          | 18 juli 1834                   | 10 november 1834               |
| Simon Bernard                                                            | 10 november 1834               | 18 november 1834               |
| Édouard Adolphe Casimir Joseph Mortier, hertog van Trévise               | 18 november 1834               | 12 maart 1835                  |
| Henri Gauthier, graaf van Rigny                                          | 12 maart 1835                  | 30 april 1835                  |
| Nicolas Joseph markies van Maison                                        | 30 april 1835                  | 6 september 1836               |
| Simon Bernard                                                            | 6 september 1836               | 31 maart 1839                  |
| Amédée Louis Despans-Cubières                                            | 31 maart 1839                  | 12 mei 1839                    |
| Antoine Virgile Schneider                                                | 12 mei 1839                    | 1 maart 1840                   |
| Amédée Louis Despans-Cubières                                            | 1 maart 1840                   | 29 oktober 1840                |
| Nicolas Jean de Dieu Soult, hertog van Dalmatië                          | 29 oktober 1840                | 10 november 1845               |
| Alexandre Pierre Chevalier Moline de Saint-Yon                           | 10 november 1845               | 9 mei 1847                     |
| Camille Alphonse Trézel                                                  | 9 mei 1847                     | 24 februari 1848               |
| Marie Alphonse Bedeau                                                    | 24 februari 1848               | 25 februari 1848               |
| Jacques Gervais baron van Subervie                                       | 25 februari 1848               | 20 maart 1848                  |
| Louis Eugène Cavaignac                                                   | 20 maart 1848                  | 5 april 1848                   |
| François Arago                                                           | 5 april 1848                   | 11 mei 1848                    |
| Jean-Baptiste Adolphe Charras                                            | 11 mei 1848                    | 17 mei 1848                    |
| Louis Eugène Cavaignac                                                   | 17 mei 1848                    | 28 juni 1848                   |
| Louis Juchault de Lamoricière                                            | 28 juni 1848                   | 20 december 1848               |
| Joseph Marcelin Rulhières                                                | 20 december 1848               | 31 oktober 1849                |
| Alphonse Henri graaf van Hautpoul                                        | 31 oktober 1849                | 22 oktober 1850                |
| Jean-Paul graaf van Schramm                                              | 22 oktober 1850                | 9 januari 1851                 |
| Auguste Étienne graaf van Régnault, Saint-Jean en Angély                 | 9 januari 1851                 | 24 januari 1851                |
| Jacques Louis Randon                                                     | 24 januari 1851                | 26 oktober 1851                |
| Jacques Leroy de Saint Arnaud                                            | 26 oktober 1851                | 11 maart 1854                  |
| Jean-Baptiste Philibert Vaillant                                         | 11 maart 1854                  | 5 mei 1859                     |
| Jacques Louis Randon                                                     | 5 mei 1859                     | 20 januari 1867                |
| Adolphe Niel                                                             | 20 januari 1867                | 13 augustus 1869               |
| Charles Rigault de Genouilly                                             | 13 augustus 1869               | 21 augustus 1869               |
| Edmond Le Bœuf                                                           | 21 augustus 1869               | 20 juli 1870                   |
| Pierre Charles Dejean                                                    | 20 juli 1870                   | 10 augustus 1870               |
| Charles Cousin-Montauban                                                 | 10 augustus 1870               | 4 september 1870               |
| Adolphe Charles Le Flo                                                   | 4 september 1870               | 5 juni 1871                    |
| Ernest Courtot de Cissey                                                 | 5 juni 1871                    | 25 mei 1873                    |
| François Charles du Barail                                               | 29 mei 1873                    | 22 mei 1874                    |
| Ernest Courtot de Cissey                                                 | 22 mei 1874                    | 15 augustus 1876               |
| Jean Auguste Berthaud                                                    | 15 augustus 1876               | 23 november 1877               |
| Gaétan de Grimaudet de Rochebouët                                        | 23 november 1877               | 13 december 1877               |
| Jean-Louis Borel                                                         | 13 december 1877               | 16 mei 1878                    |
| Henri François Xavier Gresley                                            | 16 mei 1878                    | 28 december 1879               |
| Jean Joseph Farre                                                        | 28 december 1879               | 14 november 1881               |
| Jean-Baptiste Campenon                                                   | 14 november 1881               | 26 januari 1882                |
| Jean-Baptiste Billot                                                     | 30 januari 1882                | 29 januari 1883                |
| Jean Thibaudin                                                           | 31 januari 1883                | 9 oktober 1883                 |
| Jean-Baptiste Campenon                                                   | 9 oktober 1883                 | 3 januari 1885                 |
| Jules Louis Lewal                                                        | 3 januari 1885                 | 6 april 1885                   |
| Jean-Baptiste Campenon                                                   | 6 april 1885                   | 7 januari 1886                 |
| Georges Boulanger                                                        | 7 januari 1886                 | 30 mei 1887                    |
| Théophile Adrien Ferron                                                  | 30 mei 1887                    | 12 december 1887               |
| François Auguste Logerot                                                 | 12 december 1887               | 3 april 1888                   |
| Charles de Freycinet                                                     | 3 april 1888                   | 11 januari 1893                |
| Julien Léon Loizillon                                                    | 11 januari 1893                | 3 december 1893                |
| Auguste Mercier                                                          | 3 december 1893                | 24 januari 1895                |
| Émile Zurlinder                                                          | 28 januari 1895                | 1 november 1895                |
| Godefroy Cavaignac                                                       | 1 november 1895                | 29 april 1896                  |
| Jean-Baptiste Billot                                                     | 29 april 1896                  | 28 juni 1898                   |
| Godefroy Cavaignac                                                       | 28 juni 1898                   | 5 september 1898               |
| Émile Zurlinder                                                          | 5 september 1898               | 17 september 1898              |
| Charles Chanoine                                                         | 17 september 1898              | 25 oktober 1898                |
| Édouard Locroy                                                           | 25 oktober 1898                | 1 november 1898                |
| Charles de Freycinet                                                     | 1 november 1898                | 6 mei 1899                     |
| Camille Krantz                                                           | 6 mei 1899                     | 22 juni 1899                   |
| Gaston markies van Galliffet                                             | 22 juni 1899                   | 20 mei 1900                    |
| Louis André                                                              | 20 mei 1900                    | 14 november 1904               |
| Maurice Berteaux                                                         | 14 november 1904               | 12 november 1905               |
| Eugène Étienne                                                           | 12 november 1905               | 25 oktober 1906                |
| Georges Picquart                                                         | 25 oktober 1906                | 24 juli 1909                   |
| Jean Brun                                                                | 24 juli 1909                   | 23 februari 1911               |
| Aristide Briand                                                          | 23 februari 1911               | 2 maart 1911                   |
| Maurice Berteaux                                                         | 2 maart 1911                   | 21 mei 1911                    |
| François Louis Auguste Goiran                                            | 27 mei 1911                    | 27 juni 1911                   |
| Adolphe Messimy                                                          | 27 juni 1911                   | 14 januari 1912                |
| Alexandre Millerand                                                      | 14 januari 1912                | 12 januari 1913                |
| Albert Lebrun                                                            | 12 januari 1913                | 21 januari 1913                |
| Eugène Étienne                                                           | 21 januari 1913                | 9 december 1913                |
| Joseph Noullens                                                          | 9 december 1913                | 9 juni 1914                    |
| Théophile Delcassé                                                       | 9 juni 1914                    | 13 juni 1914                   |
| Adolphe Messimy                                                          | 13 juni 1914                   | 26 augustus 1914               |
| Alexandre Millerand                                                      | 26 augustus 1914               | 29 oktober 1915                |
| Joseph Galliéni                                                          | 29 oktober 1915                | 16 maart 1916                  |
| Pierre Auguste Roques                                                    | 16 maart 1916                  | 12 december 1916               |
| Hubert Lyautey                                                           | 12 december 1916               | 14 maart 1917                  |
| Lucien Lacaze                                                            | 14 maart 1917                  | 20 maart 1917                  |
| Paul Painlevé                                                            | 20 maart 1917                  | 16 november 1917               |
| Georges Clemenceau                                                       | 16 november 1917               | 20 januari 1920                |
| André Lefèvre                                                            | 20 januari 1920                | 16 december 1920               |
| Flaminius Raiberti                                                       | 16 december 1920               | 16 januari 1921                |
| Louis Barthou                                                            | 16 januari 1921                | 15 januari 1922                |
| André Maginot                                                            | 15 januari 1922                | 14 juni 1924                   |
| Charles Nollet                                                           | 14 juni 1924                   | 17 april 1925                  |
| Paul Painlevé                                                            | 17 april 1925                  | 29 oktober 1925                |
| Édouard Daladier                                                         | 29 oktober 1925                | 28 november 1925               |
| Paul Painlevé                                                            | 28 november 1925               | 23 juni 1926                   |
| Louis Guillaumat                                                         | 23 juni 1926                   | 19 juli 1926                   |
| Paul Painlevé                                                            | 19 juli 1926                   | 3 november 1929                |
| André Maginot                                                            | 3 november 1929                | 21 februari 1930               |
| René Besnard                                                             | 21 februari 1930               | 2 maart 1930                   |
| André Maginot                                                            | 2 maart 1930                   | 13 december 1930               |
| Louis Barthou                                                            | 13 december 1930               | 27 januari 1931                |
| André Maginot                                                            | 27 januari 1931                | 6 januari 1932                 |
| André Tardieu                                                            | 14 januari 1932                | 20 februari 1932               |
| François Piétri                                                          | 20 februari 1932               | 3 juni 1932                    |
| Joseph Paul-Boncour                                                      | 3 juni 1932                    | 18 december 1932               |
| Édouard Daladier                                                         | 18 december 1932               | 30 januari 1934                |
| Jean Fabry                                                               | 30 januari 1934                | 4 februari 1934                |
| Joseph Paul-Boncour                                                      | 4 februari 1934                | 9 februari 1934                |
| Philippe Pétain                                                          | 9 februari 1934                | 8 november 1934                |
| Louis Maurin                                                             | 8 november 1934                | 7 juni 1935                    |
| Jean Fabry                                                               | 7 juni 1935                    | 24 januari 1936                |
| Louis Maurin                                                             | 24 januari 1936                | 4 juni 1936                    |
| Édouard Daladier                                                         | 4 juni 1936                    | 18 mei 1940                    |
| Paul Reynaud                                                             | 18 mei 1940                    | 16 juni 1940                   |
| Maxime Weygand (Nationale Defensie)                                      | 16 juni 1940                   | 6 september 1940               |
| Louis Colson (Oorlog)                                                    | 16 juni 1940                   | 6 september 1940               |
| Charles Huntziger                                                        | 6 september 1940               | 11 augustus 1941               |
| François Darlan                                                          | 11 augustus 1941               | 18 april 1842                  |
| Eugène Bridoux                                                           | 18 april 1942                  | 19 augustus 1944               |
| Vrije Franse Commissarissen                                              |                                |                                |
| Paul Legentilhomme                                                       | 24 september 1941              | 9 november 1943                |
| André Le Troquet                                                         | 9 november 1943                | 4 april 1944                   |
| André Diethelm                                                           | 4 april 1944                   | 10 september 1944              |
| Ministers van Nationale Defensie                                         |                                |                                |
| André Diethelm                                                           | 10 september 1944              | 21 november 1944               |
| Edmond Michelet                                                          | 21 november 1944               | 24 juni 1946                   |
| Félix Gouin                                                              | 24 juni 1946                   | 16 december 1946               |
| André Le Troquet                                                         | 16 december 1946               | 22 januari 1947                |
| François Billoux                                                         | 22 januari 1947                | 4 mei 1947                     |
| Yvon Delbos                                                              | 4 mei 1947                     | 22 oktober 1947                |
| Pierre-Henri Teitgen                                                     | 22 oktober 1947                | 26 juli 1948                   |
| René Mayer                                                               | 26 juli 1948                   | 11 september 1948              |
| Paul Ramadier                                                            | 11 september 1948              | 28 oktober 1949                |
| René Pleven                                                              | 29 oktober 1949                | 12 juli 1950                   |
| Jules Moch                                                               | 12 juli 1950                   | 11 augustus 1951               |
| Georges Bidault                                                          | 11 augustus 1951               | 8 maart 1952                   |
| René Pleven                                                              | 8 maart 1952                   | 19 juni 1954                   |
| Marie Pierre Koenig                                                      | 19 juni 1954                   | 14 augustus 1954               |
| Emmanuel Temple                                                          | 14 augustus 1954               | 20 januari 1955                |
| Jacques Chevallier (Nationale Defensie)                                  | 20 januari 1955                | 23 februari 1955               |
| Maurice Bourgès-Maunoury (Leger)                                         | 20 januari 1955                | 23 februari 1955               |
| Marie Pierre Koenig                                                      | 23 februari 1955               | 6 oktober 1955                 |
| Pierre Billotte                                                          | 6 oktober 1955                 | 1 februari 1956                |
| Maurice Bourgès-Maunoury                                                 | 1 februari 1956                | 13 juni 1957                   |
| André Morice                                                             | 13 juni 1957                   | 6 november 1957                |
| Jacques Chaban-Delmas                                                    | 6 november 1957                | 14 mei 1958                    |
| Pierre de Chevigné                                                       | 14 mei 1958                    | 1 juni 1958                    |
| Charles de Gaulle (Nationale Defensie)                                   | 1 juni 1958                    | 8 januari 1959                 |

## Ministers van Defensie (1959–heden)
| Minister van Defensie                 | Minister van Defensie         | Minister van Defensie          | Ambtstermijn                 | Ambtstermijn      | Partij(en)                   | Premier(s)                         | Kabinet(en)    | Overige functie(s) |
| ------------------------------------- | ----------------------------- | ------------------------------ | ---------------------------- | ----------------- | ---------------------------- | ---------------------------------- | -------------- | ------------------ |
|                                       |                               | Pierre Guillaumat (1909–1991)  | 8 januari 1959               | 5 februari 1960   | O                            | Michel Debré (1959–1962)           | Debré          |                    |
|                                       | Pierre Messmer                | Pierre Messmer (1916–2007)     | 5 februari 1960              | 20 juni 1969      | UNR (1960–67)                | Michel Debré (1959–1962)           | Debré          | .                  |
| Georges Pompidou (1962–1968)          | Pierre Messmer                | Pierre Messmer (1916–2007)     | 5 februari 1960              | 20 juni 1969      | UNR (1960–67)                | Pompidou I                         |                |                    |
| Georges Pompidou (1962–1968)          | Pierre Messmer                | Pierre Messmer (1916–2007)     | 5 februari 1960              | 20 juni 1969      | UNR (1960–67)                | Pompidou II                        |                |                    |
| Georges Pompidou (1962–1968)          | Pierre Messmer                | Pierre Messmer (1916–2007)     | 5 februari 1960              | 20 juni 1969      | UNR (1960–67)                | Pompidou III                       |                |                    |
| Georges Pompidou (1962–1968)          | Pierre Messmer                | Pierre Messmer (1916–2007)     | 5 februari 1960              | 20 juni 1969      | UDR (1967–69)                | Pompidou IV                        |                |                    |
| Maurice Couve de Murville (1968–1969) | Pierre Messmer                | Pierre Messmer (1916–2007)     | 5 februari 1960              | 20 juni 1969      | UDR (1967–69)                | Couve de Murville                  |                |                    |
|                                       | Michel Debré                  | Michel Debré (1912–1996)       | 20 juni 1969                 | 5 april 1973      | UDR                          | Jacques Chaban- Delmas (1969–1972) | Chaban- Delmas |                    |
| Pierre Messmer (1972–1974)            | Michel Debré                  | Michel Debré (1912–1996)       | 20 juni 1969                 | 5 april 1973      | UDR                          | Messmer I                          |                |                    |
| Pierre Messmer (1972–1974)            |                               |                                | Robert Galley (1921–2012)    | 5 april 1973      | 27 mei 1974                  | UDR                                | Messmer II     |                    |
| Pierre Messmer (1972–1974)            | Messmer III                   |                                | Robert Galley (1921–2012)    | 5 april 1973      | 27 mei 1974                  | UDR                                |                |                    |
|                                       |                               | Jacques Soufflet (1912–1990)   | 27 mei 1974                  | 30 januari 1975   | UDR                          | Jacques Chirac (1974–1976)         | Chirac I       |                    |
|                                       | Yvon Bourges                  | Yvon Bourges (1921–2009)       | 30 januari 1975              | 1 oktober 1980    | UDR (1975–76)                | Jacques Chirac (1974–1976)         | Chirac I       |                    |
| Raymond Barre (1976–1981)             | Yvon Bourges                  | Yvon Bourges (1921–2009)       | 30 januari 1975              | 1 oktober 1980    | UDR (1975–76)                | Barre I                            |                |                    |
| Raymond Barre (1976–1981)             | Yvon Bourges                  | Yvon Bourges (1921–2009)       | 30 januari 1975              | 1 oktober 1980    | RPR (1976–80)                | Barre II                           |                |                    |
| Raymond Barre (1976–1981)             | Yvon Bourges                  | Yvon Bourges (1921–2009)       | 30 januari 1975              | 1 oktober 1980    | RPR (1976–80)                | Barre III                          |                |                    |
| Raymond Barre (1976–1981)             |                               |                                | Joël Le Theule (1930–1980)   | 1 oktober 1980    | 14 december 1980             | RPR                                |                |                    |
| Raymond Barre (1976–1981)             |                               |                                | Robert Galley (1921–2012)    | 22 december 1980  | 21 mei 1981                  | RPR                                |                |                    |
|                                       | Charles Hernu                 | Charles Hernu (1923–1990)      | 21 mei 1981                  | 20 september 1985 | PS                           | Pierre Mauroy (1981–1984)          | Mauroy I       |                    |
| Mauroy II                             | Charles Hernu                 | Charles Hernu (1923–1990)      | 21 mei 1981                  | 20 september 1985 | PS                           | Pierre Mauroy (1981–1984)          |                |                    |
| Mauroy III                            | Charles Hernu                 | Charles Hernu (1923–1990)      | 21 mei 1981                  | 20 september 1985 | PS                           | Pierre Mauroy (1981–1984)          |                |                    |
| Laurent Fabius (1984–1986)            | Charles Hernu                 | Charles Hernu (1923–1990)      | 21 mei 1981                  | 20 september 1985 | PS                           | Fabius                             |                |                    |
| Laurent Fabius (1984–1986)            |                               | Paul Quilès                    | Paul Quilès (1942–2021)      | 20 september 1985 | 20 maart 1986                | Fabius                             | PS             |                    |
|                                       | André Giraud                  | André Giraud (1925–1997)       | 20 maart 1986                | 10 mei 1988       | UDF                          | Jacques Chirac (1986–1988)         | Chirac II      |                    |
|                                       | Jean-Pierre Chevènement       | Jean-Pierre Chevènement (1939) | 10 mei 1988                  | 30 januari 1991   | PS                           | Michel Rocard (1988–1991)          | Rocard I       |                    |
| Rocard II                             | Jean-Pierre Chevènement       | Jean-Pierre Chevènement (1939) | 10 mei 1988                  | 30 januari 1991   | PS                           | Michel Rocard (1988–1991)          |                |                    |
|                                       | Pierre Joxe                   | Pierre Joxe (1934)             | 30 januari 1991              | 10 maart 1993     | PS                           | Michel Rocard (1988–1991)          |                |                    |
| Édith Cresson (1991–1992)             | Pierre Joxe                   | Pierre Joxe (1934)             | 30 januari 1991              | 10 maart 1993     | PS                           | Cresson                            |                |                    |
| Pierre Bérégovoy (1992–1993)          | Pierre Joxe                   | Pierre Joxe (1934)             | 30 januari 1991              | 10 maart 1993     | PS                           | Bérégovoy                          |                |                    |
| Pierre Bérégovoy (1992–1993)          |                               | Pierre Bérégovoy               | Pierre Bérégovoy (1925–1993) | 10 maart 1993     | 29 maart 1993                | Bérégovoy                          | PS             | Premier            |
|                                       | François Léotard              | François Léotard (1942–2023)   | 29 maart 1993                | 17 mei 1995       | UDF                          | Édouard Balladur (1993–1995)       | Balladur       |                    |
|                                       | Charles Millon                | Charles Millon (1945)          | 17 mei 1995                  | 3 juni 1997       | UDF                          | Alain Juppé (1995–1997)            | Juppé I        |                    |
| Juppé II                              | Charles Millon                | Charles Millon (1945)          | 17 mei 1995                  | 3 juni 1997       | UDF                          | Alain Juppé (1995–1997)            |                |                    |
|                                       | Alain Richard                 | Alain Richard (1945)           | 3 juni 1997                  | 6 mei 2002        | PS                           | Lionel Jospin (1997–2002)          | Jospin         |                    |
|                                       | Michèle Alliot-Marie          | Michèle Alliot-Marie (1946)    | 6 mei 2002                   | 16 mei 2007       | UMP                          | Jean-Pierre Raffarin (2002–2005)   | Raffarin I     |                    |
| Raffarin II                           | Michèle Alliot-Marie          | Michèle Alliot-Marie (1946)    | 6 mei 2002                   | 16 mei 2007       | UMP                          | Jean-Pierre Raffarin (2002–2005)   |                |                    |
| Raffarin III                          | Michèle Alliot-Marie          | Michèle Alliot-Marie (1946)    | 6 mei 2002                   | 16 mei 2007       | UMP                          | Jean-Pierre Raffarin (2002–2005)   |                |                    |
| Dominique de Villepin (2005–2007)     | Michèle Alliot-Marie          | Michèle Alliot-Marie (1946)    | 6 mei 2002                   | 16 mei 2007       | UMP                          | de Villepin                        |                |                    |
|                                       | Hervé Morin                   | Hervé Morin (1961)             | 16 mei 2007                  | 14 november 2010  | DVD (2007)                   | François Fillon (2007–2012)        | Fillon I       |                    |
| Fillon II                             | Hervé Morin                   | Hervé Morin (1961)             | 16 mei 2007                  | 14 november 2010  | DVD (2007)                   | François Fillon (2007–2012)        |                |                    |
|                                       | Hervé Morin                   | Hervé Morin (1961)             | 16 mei 2007                  | 14 november 2010  | NC (2007–10)                 | François Fillon (2007–2012)        |                |                    |
|                                       | Alain Juppé                   | Alain Juppé (1945)             | 14 november 2010             | 27 februari 2011  | UMP                          | François Fillon (2007–2012)        | Fillon III     | Minister van Staat |
|                                       | Gérard Longuet                | Gérard Longuet (1946)          | 27 februari 2011             | 15 mei 2012       | UMP                          | François Fillon (2007–2012)        | Fillon III     |                    |
|                                       | Jean-Yves Le Drian            | Jean-Yves Le Drian (1947)      | 15 mei 2012                  | 17 mei 2017       | PS                           | Jean-Marc Ayrault (2012–2014)      | Ayrault I      |                    |
| Ayrault II                            | Jean-Yves Le Drian            | Jean-Yves Le Drian (1947)      | 15 mei 2012                  | 17 mei 2017       | PS                           | Jean-Marc Ayrault (2012–2014)      |                |                    |
| Manuel Valls (2014–2016)              | Jean-Yves Le Drian            | Jean-Yves Le Drian (1947)      | 15 mei 2012                  | 17 mei 2017       | PS                           | Valls I                            |                |                    |
| Manuel Valls (2014–2016)              | Jean-Yves Le Drian            | Jean-Yves Le Drian (1947)      | 15 mei 2012                  | 17 mei 2017       | PS                           | Valls II                           |                |                    |
| Bernard Cazeneuve (2016–2017)         | Jean-Yves Le Drian            | Jean-Yves Le Drian (1947)      | 15 mei 2012                  | 17 mei 2017       | PS                           | Cazeneuve                          |                |                    |
| Minister van de Stijdkrachten         | Minister van de Stijdkrachten | Minister van de Stijdkrachten  | Ambtstermijn                 | Ambtstermijn      | Partij(en)                   | Premier(s)                         | Kabinet(en)    | Overige functie(s) |
|                                       | Sylvie Goulard                | Sylvie Goulard (1964)          | 17 mei 2017                  | 21 juni 2017      | LREM                         | Édouard Philippe (2017–2020)       | Philippe I     |                    |
|                                       | Florence Parly                | Florence Parly (1963)          | 21 juni 2017                 | 20 mei 2022       | DVG (2017–20)                | Édouard Philippe (2017–2020)       | Philippe II    |                    |
| Jean Castex (2020–2020)               | Florence Parly                | Florence Parly (1963)          | 21 juni 2017                 | 20 mei 2022       | DVG (2017–20)                | Castex                             |                |                    |
| Jean Castex (2020–2020)               | Florence Parly                | Florence Parly (1963)          | 21 juni 2017                 | 20 mei 2022       | LREM (2020–22)               | Castex                             |                |                    |
|                                       | Sébastien Lecornu             | Sébastien Lecornu (1986)       | 20 mei 2022                  | heden             | LREM (2022)                  | Élisabeth Borne (2022–2024)        | Borne I        |                    |
| RE (2022–heden)                       | Sébastien Lecornu             | Sébastien Lecornu (1986)       | 20 mei 2022                  | heden             | Borne II                     | Élisabeth Borne (2022–2024)        |                |                    |
| RE (2022–heden)                       | Sébastien Lecornu             | Sébastien Lecornu (1986)       | 20 mei 2022                  | heden             | Gabriel Attal (2024)         | Attal                              |                |                    |
| RE (2022–heden)                       | Sébastien Lecornu             | Sébastien Lecornu (1986)       | 20 mei 2022                  | heden             | Michel Barnier (2024)        | Barnier                            |                |                    |
| RE (2022–heden)                       | Sébastien Lecornu             | Sébastien Lecornu (1986)       | 20 mei 2022                  | heden             | François Bayrou (2024–heden) | Bayrou                             |                |                    |